# Lac Brunner
Pour les articles homonymes, voir Brunner.
Le lac Brunner (en anglais : Lake Brunner et en maori de Nouvelle-Zélande : Kōtukuwhakaoka) est un lac néo-zélandais situé dans la région de la Côte ouest sur l'île du Sud. D'une superficie de 40 km2, il s'agit du plus grand lac de la région. Formé lors de la dernière période glaciaire, le lac Brunner est bordé au sud par plusieurs massifs montagneux. Au nord, il se déverse dans la rivière Arnold.
Occupé par les Maoris pendant plusieurs siècles, le lac est découvert par Thomas Brunner en 1848. Ses abords se développent particulièrement à partir de 1892, lors de l'arrivée du chemin de fer. Devenu une destination touristique, le lac Brunner est notamment réputé pour la pêche à la truite.

## Géographie
Le lac Brunner est le plus grand lac de la région de la Côte ouest, avec une superficie d'un peu plus de 40 km2 (4 061 ha). Sa largeur maximale est d'environ 10 kilomètres. De par sa superficie, le lac est l'objet de particularités climatiques. Le lac Brunner connaît notamment un puissant vent d'est appelée le « Brucer », qui souffle dans la vallée en provenance d'Inchbonnie, appartenant autrefois au fermier Thomas Bruce (1831–1908),.

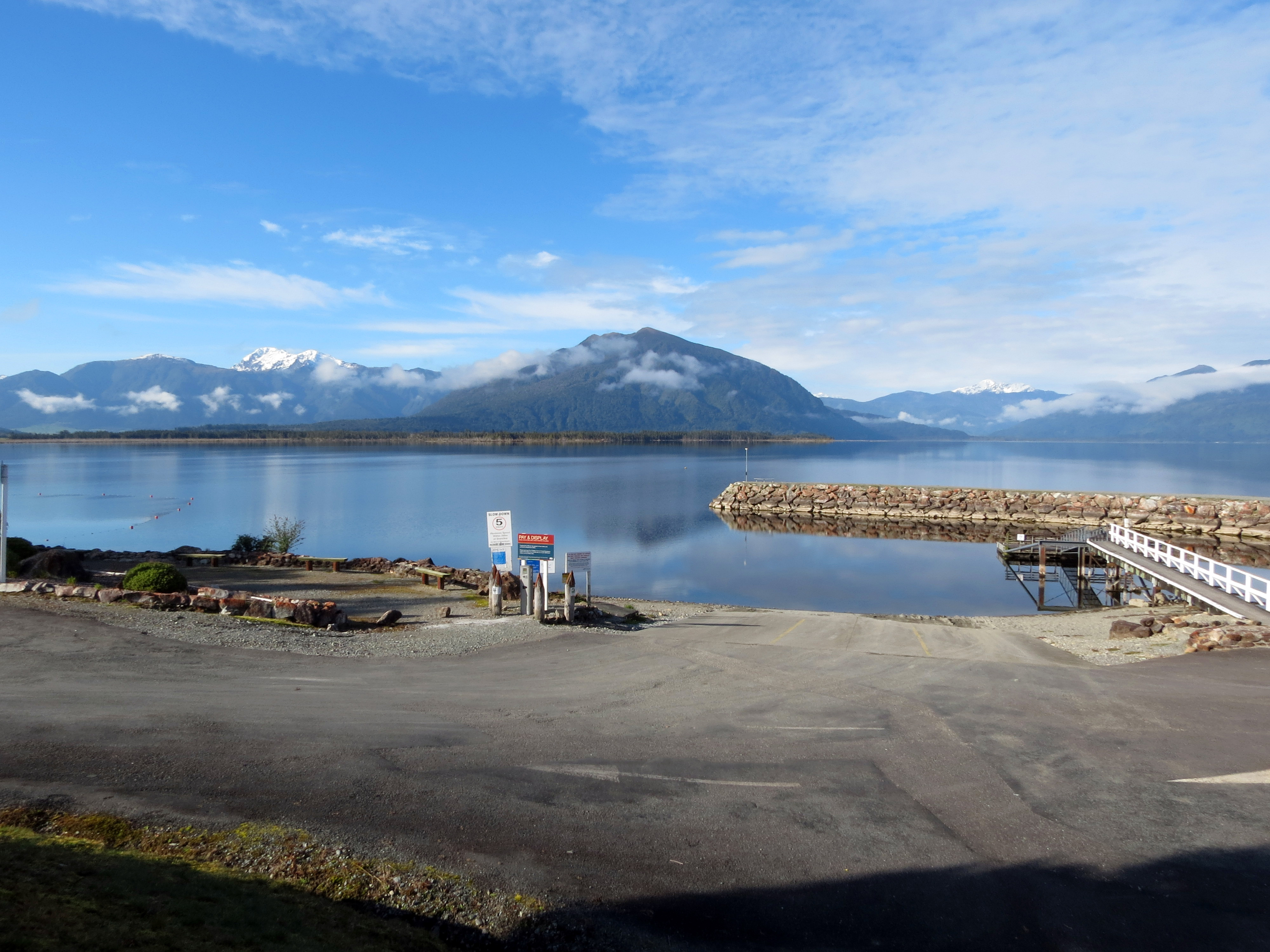
La jetée de Moana et lac, devant le mont Te Kinga et les Alpes du Sud.

Le lac est situé à une trentaine de kilomètres au sud-est de Greymouth. Il est relié à la route nationale 7 à Stillwater au nord et à la route nationale 73 à Jackson (en) au sud. Des routes secondaires relient le sud du lac aux villages d'Inchbonnie et Kumara,. L'essentiel des rives du lac ne sont toutefois accessibles que par bateau. Quelques villages se trouvent autour du lac : Moana et Ruru au nord, Te Kinga à l'est et Mitchells au sud-ouest.
Le lac Brunner s'est formé lors de la dernière période glaciaire, par un morceau du glacier Taramakau qui s'est détaché du glacier principal et a coulé entre le mont Te Kinga (en) et la chaîne Hohonu. Ces montagnes sont constituées de granite et granodiorite, résistants à l'érosion et formés par un magma refroidi il y a 100 à 145 millions d'années. Lors de son retrait, il y a environ 11 000 ans, le glacier a laissé derrière lui des moraines qui ont empêché les eaux d'atteindre la mer et ont rempli la vallée glaciaire : ainsi a été créé le lac Brunner. Témoignage de cette période, des blocs erratiques sont visibles autour du lac. Lors de sa formation, le lac Brunner est plus important et profond qu'aujourd'hui, avec plusieurs émissaires. Au fil du temps l'Arnold devient son émissaire principal, traversant la moraine, et le lac atteint son niveau actuel.
Le lac se trouve à 76 mètres d'altitude. Outre le mont Te Kinga au sud-est (1 204 m) et la chaîne Hohonu au sud-ouest (1 356 m au mont Treacey), le lac Brunner est dominé à l'est par les Alpes du Sud (en particulier le mont Alexander à 1 958 m). Le relief au nord et à l'ouest est moins marqué. De même, entre les montagnes au sud du lac, une plaine plate et étroite de 485 hectares s'étend vers la vallée du Taramakau ; elle est appelée Natural Paddock ou Bruce's Paddock à partir des années 1860, « paddock » faisant référence à une étendue sans arbre.

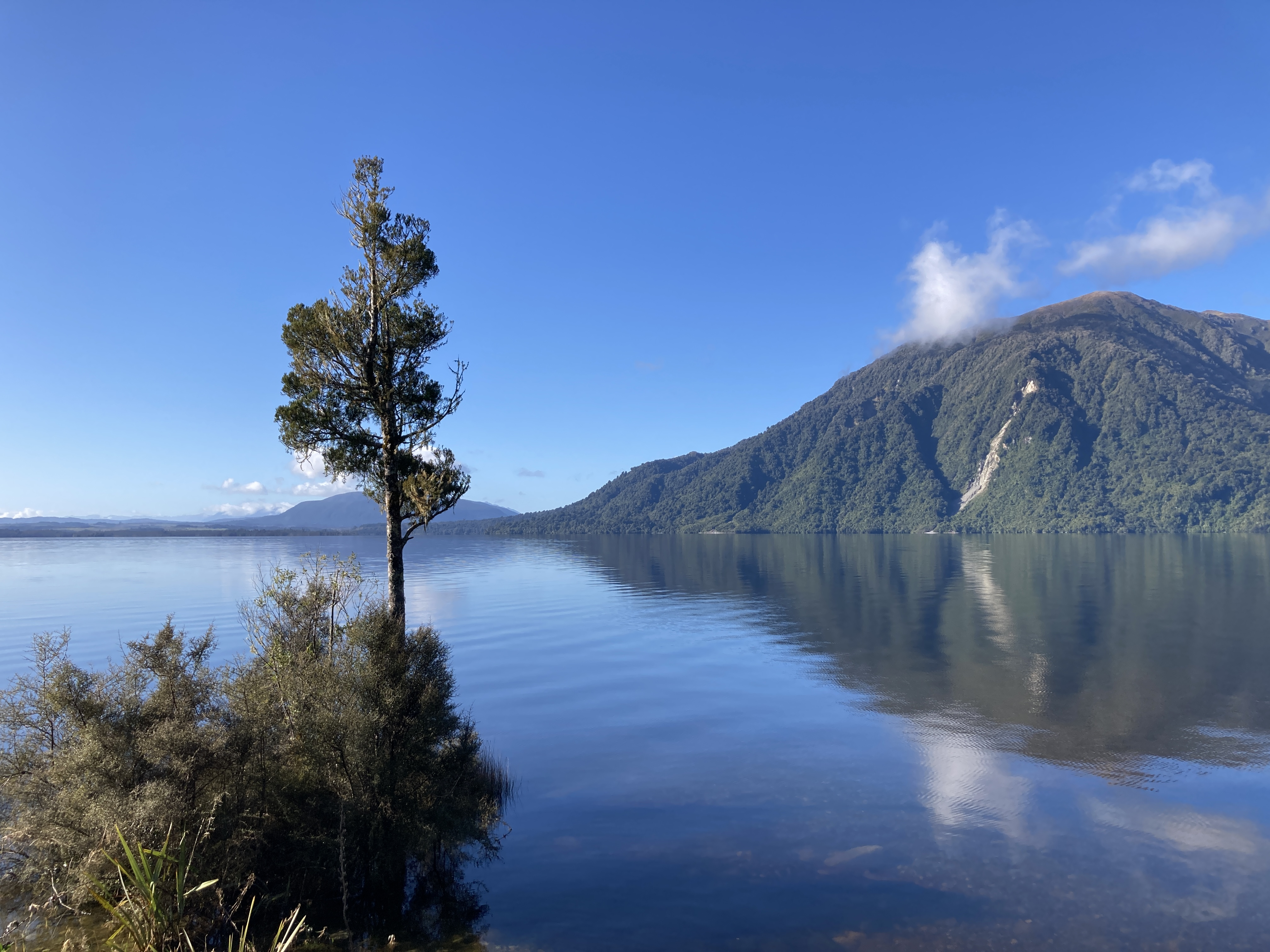
Le mont Te Kinga.
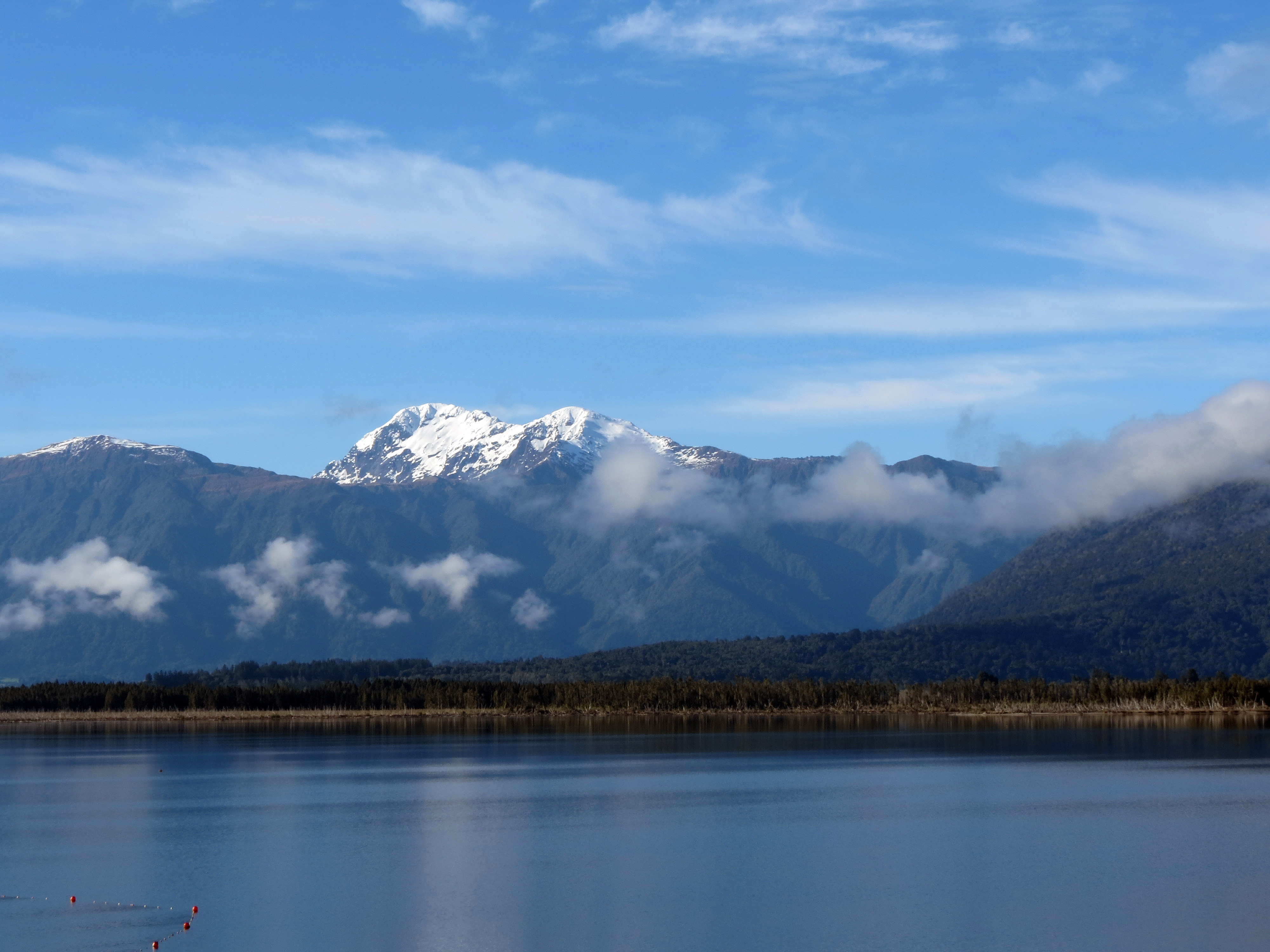
Le mont Alexander.
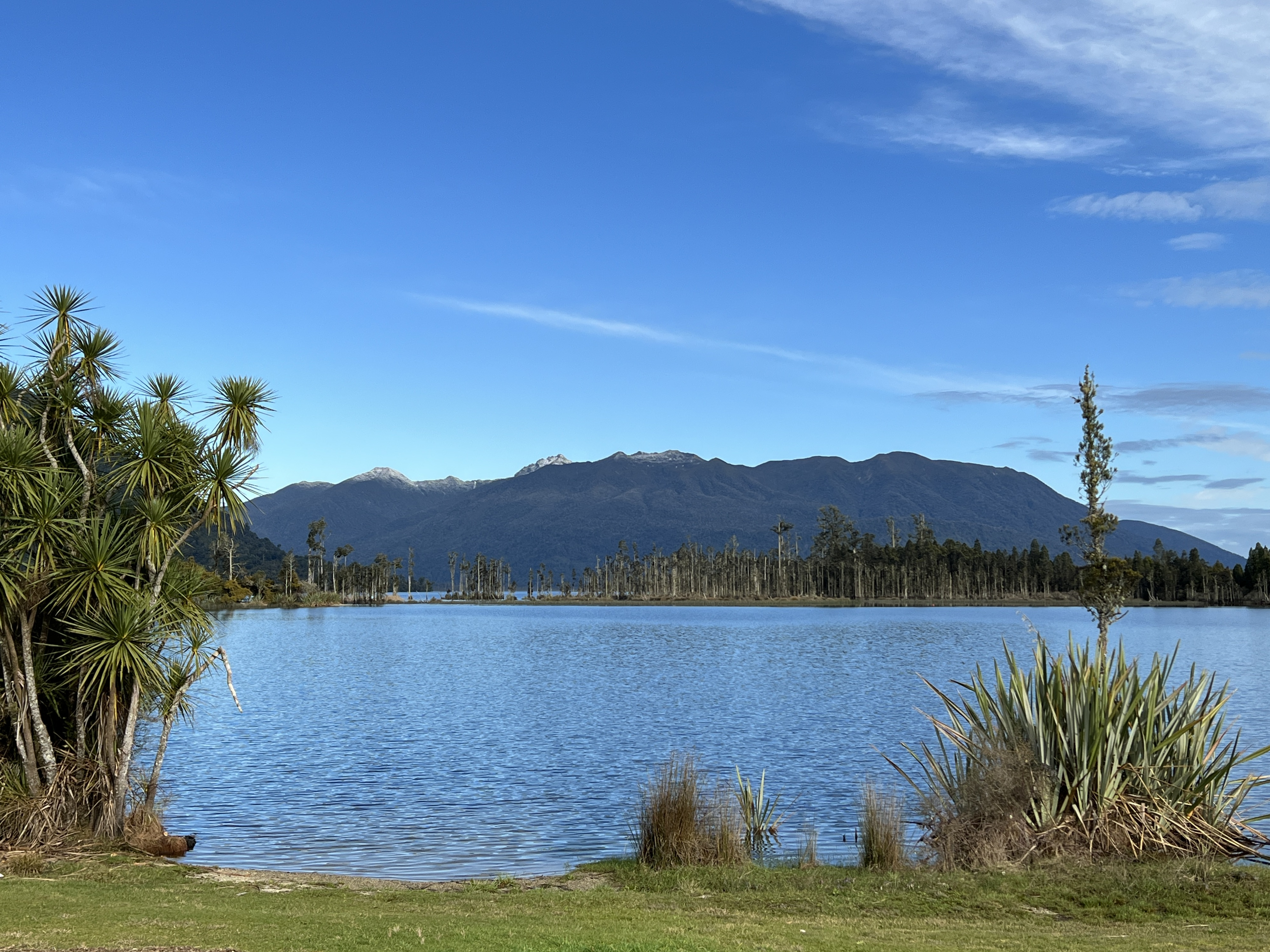
La chaîne Hohonu.

## Hydrographie
Les principales rivières alimentant le lac Brunner sont la Crooked à l'est, l'Orangipuku au sud et l'Eastern Hohonu à l'ouest. Le lac s'évacue au nord à proximité du village de Moana par la rivière Arnold, un affluent du fleuve Grey. Deux petites îles se trouvent sur le lac, dans la baie du Pah (Pah Bay) à l'embouchure de la Crooked : Takataka et Takatakaiti ou les îles du Refuge (Refuge Islands).

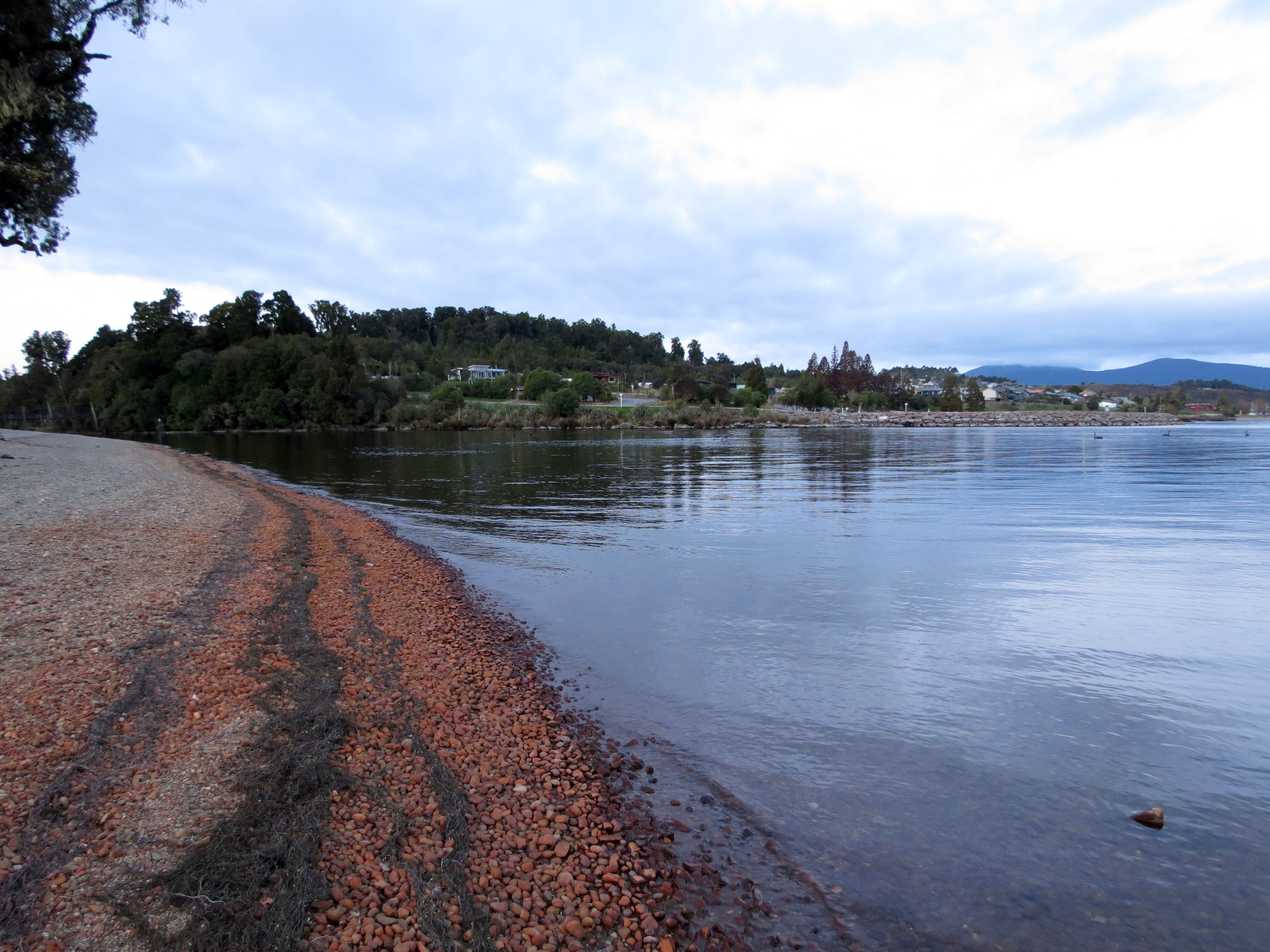
L'exutoire du lac dans l'Arnold.

La profondeur maximale du lac Brunner est de 109 mètres, mais des légendes locales racontent que le lac est sans fond ou qu'il est relié à la mer et évolue selon les marées. Après la Seconde Guerre mondiale, une étude de la marine néozélandaise estime que son point le plus profond se trouve près de l'île Takataka à environ 355 pieds (108 m). Le niveau du lac peut cependant fortement fluctuer après d'importants pluies, la jetée de Moana se retrouvant parfois entièrement sous l'eau. La stratification thermique du lac est moins prononcée que celle des autres lacs de la région, sous l'influence de vents forts.
Comme l'autre grand lac glacier de la Côte ouest, le lac Kaniere, le lac Brunner se trouve dans un bassin profondément affouillé, qui descend rapidement sur la majeure partie de son rivage. L'eau du lac est plutôt foncée, en raison des tanins et substances humiques provenant de ses tributaires, alimentés par l'eau de pluie ruisselant sur des sols forestiers. L'eau du lac est acide, avec un faible pH et un faible niveau d'oxygène par rapport aux lacs de la Côte est.
Le lac Brunner est oligotrophe, comprenant naturellement un faible niveau de nutriments et d'algues. La qualité de l'eau du lac fait l'objet d'un suivi régulier depuis le début des années 1990. Des études de 2006 et 2010 indiquent une détérioration de la qualité de l'eau du lac ; l'intensification de l'agriculture locale semblant être une cause de cette évolution. Des actions sont alors menées dans le bassin versant du lac par l'État, les collectivités, les agriculteurs et la population locale, notamment pour clôturer les cours d'eau autour des fermes et planter d'importantes zones ripariennes tampon,. En décembre 2021, l'eau du lac Brunner voit sa clarté s'améliorer ; elle est considérée comme « généralement sûre » pour la baignade.

## Toponymie

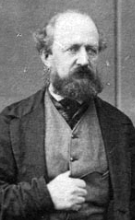
Thomas Brunner vers 1870.

Le nom anglais de Lake Brunner a été choisi par John Rochfort (en), en l'honneur de l'explorateur Thomas Brunner qui est le premier Européen à avoir visité le lac.
En maori, le nom Moana est souvent utilisé pour décrire le lac Brunner. Cependant, deux noms existent historiquement. Le premier nom est Kōtuku moana, qui signifie « la mer des hérons » et fait référence au « héron blanc », la grande aigrette de l'espèce Ardea alba modesta et appelée kōtuku en maori.
Son deuxième nom Kōtukuwhakaoka, que le lac partage avec la rivière Arnold, évoque un chef maori de l'île du Nord qui a atteint le lac après avoir remonté cette rivière. Selon la légende, Kōtukuwhakaoka aurait été tué par l'un des deux taniwha (en), êtres surnaturels, habitant le lac. Ceux-ci auraient été tués à leur tour par le fils du chef maori, et seraient devenus les deux îles du lac. Plusieurs orthographes existent : Kotukuwakaho, Kotuku-kaoka ou Kotu-urakaoka. Dans le Ngāi Tahu Claims Settlement Act de 1998, le lac est désigné Kōtuku-Whakaoho. La loi fait référence à Kōtuka et Māwhera, un couple dont le mari aurait donné son nom au lac Brunner et dont la femme aurait donné son nom au fleuve Grey (en maori Māwheranui). L'histoire de leur mort par des taniwha et de la vengeance de leur fils est identique.

## Histoire

### L'exploration du lac

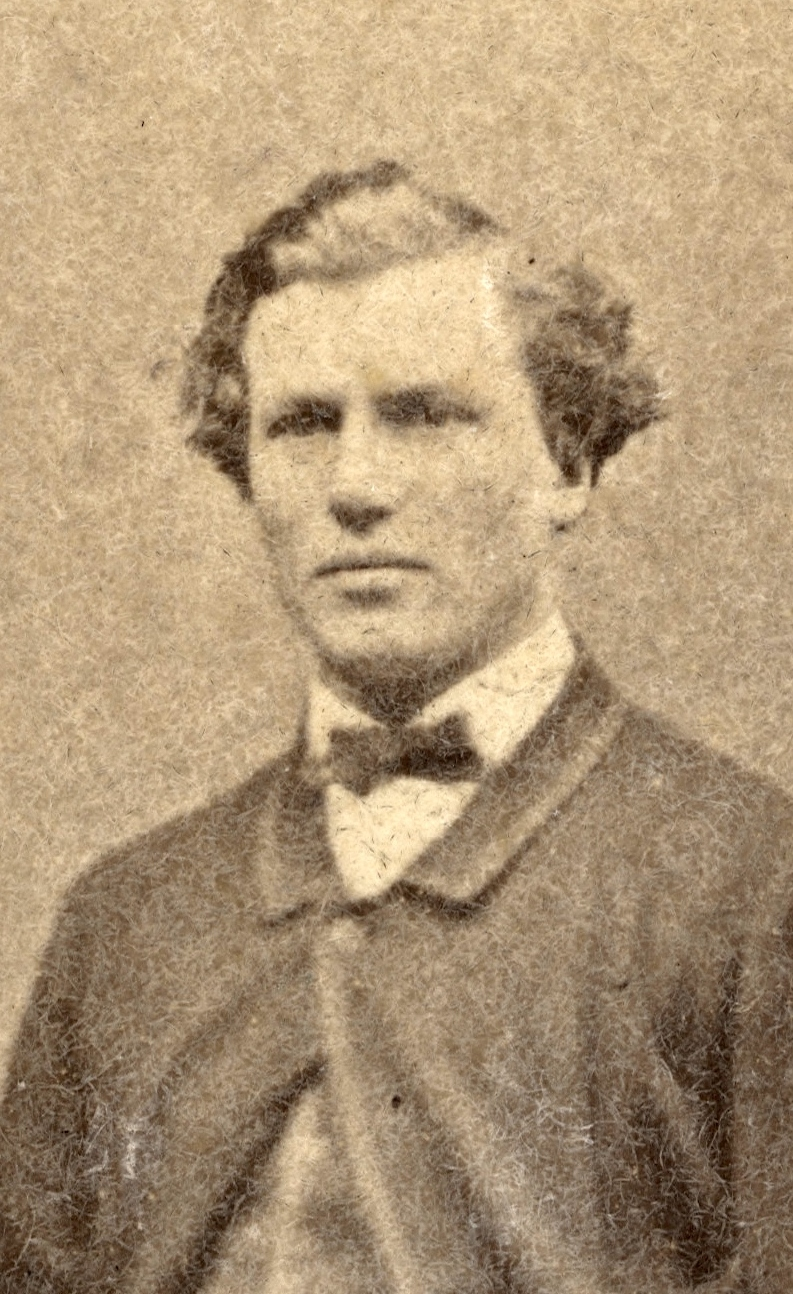
Charlton Howitt, mort sur le lac Brunner en 1863.

Pour les Maoris, le lac Brunner était un lieu de repos privilégié sur la route entre la côte Est et la côte Ouest, en passant par le col Harper (en). Il était possible d'y pêcher des anguilles et des moules, d'y attraper des oiseaux et d'y travailler la pounamu. Cette pierre, qui ne se trouvait que sur la côte Ouest, était un bien d'échange pour la tribu Ngāi Tahu. Des villages fortifiés (pā) se trouvaient sur la rive orientale du lac et sur l'île de Takakataka.
Dans les années 1840, Thomas Brunner voyage sur la côte Ouest, seul ou en compagnie de Charles Heaphy. Il passe le Noël 1847 à Māwhera, à l'embouchure du fleuve Grey, où il est accueilli par des Maoris qui lui parlent d'un lac accessible en remontant le fleuve. Après la récolte de provisions, le 26 janvier 1848, Thomas Brunner et 20 Maoris embarquent sur quatre canoés. Remontant le fleuve Grey puis l'Arnold, ils atteignent le lac le 29 janvier. Ils s'installent alors à Takataka, où ils mangents des moules, des racines et fument du tabac. Si ses guides maoris évoquent un passage pour rejoindre le fleuve Taramakau, Thomas Brunner et son groupe choisissent de repartir par le nord.
En octobre 1857, Leonard Harper — guidé par Ihaia Tainui et trois autres Maoris — quitte la région de Canterbury et traverse le col Harper (alors appelé col Hurunui). Il aperçoit le lac Brunner sur sa droite, mais continue son chemin vers le Taramakau et la mer. En février 1959, le géomètre John Rochfort emprunte la même route avant de faire un détour pour atteindre le lac, qu'il explore sur un canoé construit dans un tronc de kahikatea et qu'il nomme en l'honneur de Thomas Brunner. Il quitte le lac par une rivière qu'il appelle Arnould.
Début 1863, le jeune explorateur Charlton Howitt se fraie un chemin du col Harper jusqu'au lac Brunner. Il s'établit sur les bords du lac et envisage de créer une piste autour de ses rives, qui servirait de route vers la côte. Le 27 juin 1863, Charlton Howitt et deux de ses hommes partent pêcher des anguilles et ne reviennent jamais. Ils sont probablement morts noyés, leur canoé s'étant renversé lors d'une tempête. Les équipes à la recherche de Charlton Howitt re retrouvent que sa tente.
En décembre 1865, durant la ruée vers l'or de la côte Ouest, la rumeur se répand que des chercheurs d'or (le Kangaroo party) auraient obtenu les droits sur une terre au nord-est du lac Brunner. 800 hommes hommes se retrouvent au lac et prennent un ferry au coût de 15 shillings par personne. De l'autre côté du lac, ils ne trouvent aucun or. Furieuse, la foule pille et détruit un magasin, puis retourne à Greymouth.

### L'arrivée du chemin de fer

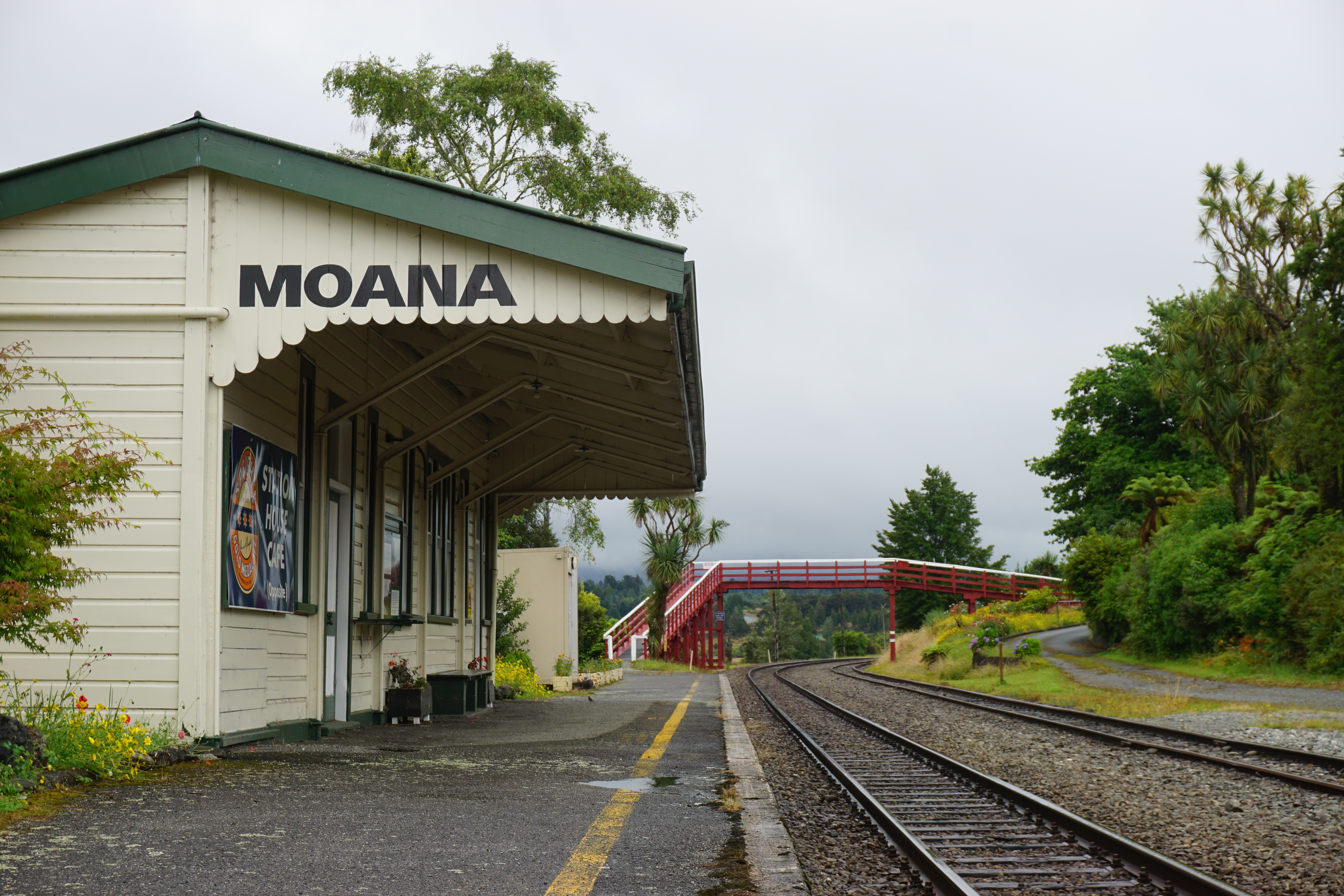
La gare de Moana.

En 1867, le gouvernement de la province de Canterbury construit un chemin de fer le long des rivières Grey et Arnold et au sud-ouest du lac en direction de Natural Paddock. Des fermiers s'implantent alors à proximité de la Crooked. À partir des années 1880, la ligne de chemin de fer de Greymouth à Christchurch est construite sur la rive est du lac du Brunner, tandis que sa rive sud est reliée à Kumara sous l'impulsion de Richard Seddon (élu de Kumara). La ligne reliant Greymouth à Christchurch n'ouvrira cependant qu'en 1923, après 36 années de travaux. La gare de Moana ouvre quant à elle en 1892, sur la ligne de Foxhill (au sud de Nelson) à Springfield. Le village de Moana se développe au début du XXe siècle autour de cette gare,, qui devra être reconstruite en 1926 par l'architecte George Alexander Troup après un incendie. En 1990, la gare est classée monument historique.

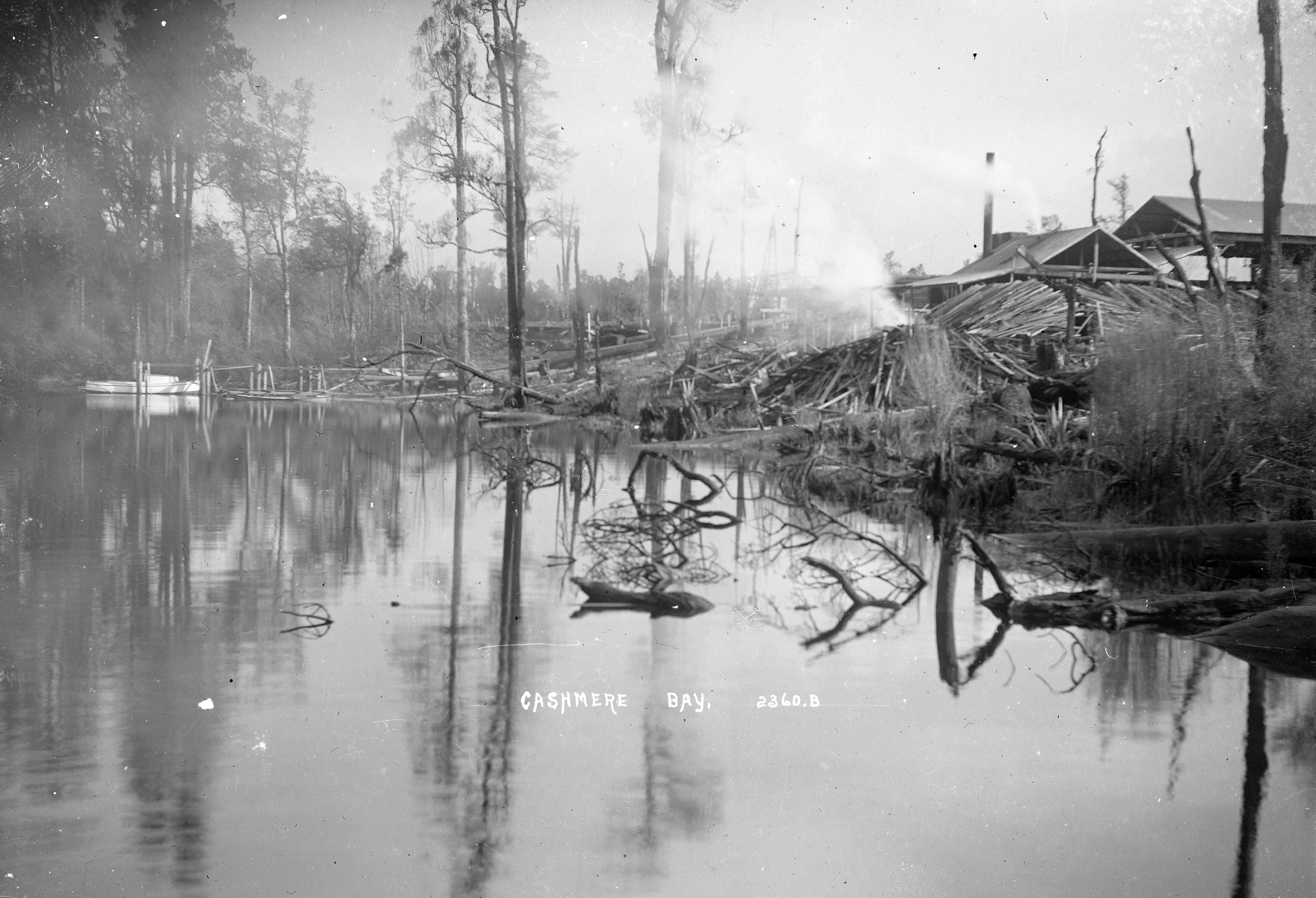
Une scierie à Cashmere Bay vers 1910.

L'arrivée du chemin de fer entraîne l'implantation de nombreuses scieries dans la région. Du bois est transporté depuis plusieurs rives du lac, par bateau, jusqu'à la gare de Moana. La Grande Dépression provoque la fermeture de la majorité des scieries du lac Brunner, certaines survivant jusqu'aux années 1960. Les espaces déboisés sont transformés en fermes, en particulier pour l'élevage de vaches laitières.
Autre impact de l'arrivée du chemin de fer, le lac Brunner devient une destination touristique populaire dès la fin du XIXe siècle, accueillant notamment des touristes pour la journée. Dans les années 1960, des installations touristiques sont créées à Moana (jetée, parkings, etc.) puis dans d'autres site (Cashmere Bay, Mitchells). De nombreuses résidences secondaires sont également construites. Au XXIe siècle, le lac Brunner reste une destination touristique, reliée à Greymouth par le train et des bus navettes. Il offre des activités nautiques et des sentiers de randonnée aménagés sur ses rives,. Il est également réputé pour la pêche,,.

## Faune et flore

### Faune

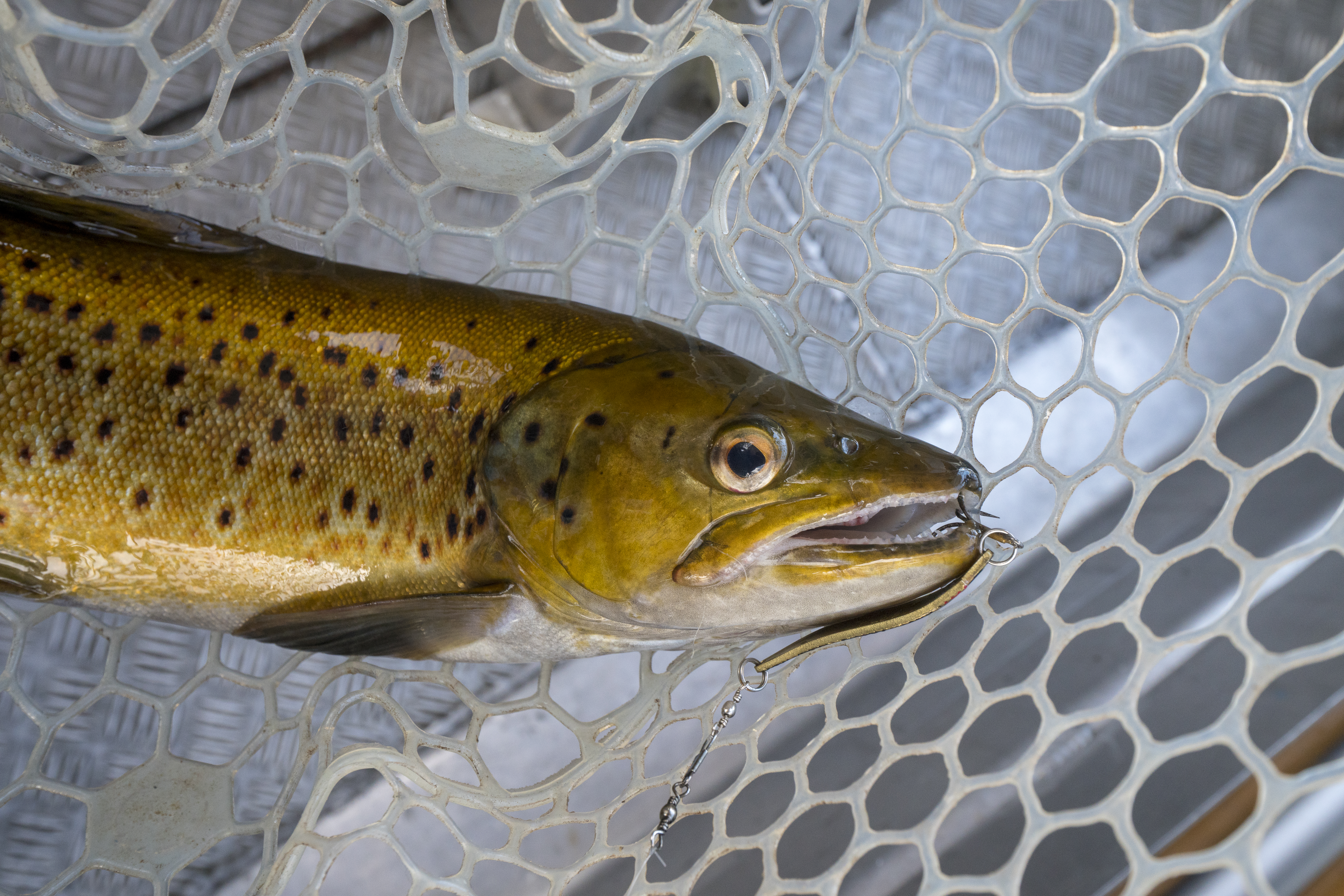
Une truite (Salmo trutta) pêchée dans le lac Brunner.

Le lac Brunner accueille l'aigrette à face blanche (Egretta novaehollandiae) et la grande aigrette (Ardea alba modesta) ainsi que le cormoran pie (Microcarbo melanoleucos) et le grand cormoran (Phalacrocorax carbo). Parmi les oiseaux ansériformes, on y trouve le bernache du Canada (Branta canadensis), le canard à sourcils (Anas superciliosa), le canard colvert (Anas platyrhynchos), le cygne noir (Cygnus atratus), la foulque macroule (Fulica atra), le fuligule de Nouvelle-Zélande (Aythya novaeseelandiae) et le tadorne de paradis (Tadorna variegata). L'avifaune est particulièrement présente dans la baie d'Iveagh, où elle est facilement observable.
La moule d'eau douce de Nouvelle-Zélande (en) (Echyridella menziesii) vit dans les eaux du lac Brunner. Il s'agit du seul lac de l'île du Sud où l'on trouve le crustacé Boeckella delicata, de la famille des Centropagidae. Le lac est l'une des principales pêcheries de truite commune (Salmo trutta) de Nouvelle-Zélande. La truite y est abondante mais de petite taille, généralement entre 1 et 1,5 kg. La truite a été introduite à la fin du XIXe siècle dans le lac Brunner. À la même époque, l'introduction de l'éperlan néo-zélandais (en) (Retropinna retropinna) — qui devait servir de nourriture aux truites — échouait. Il est également possible d'y rencontrer la truite arc-en-ciel (Oncorhynchus mykiss),.

### Flore

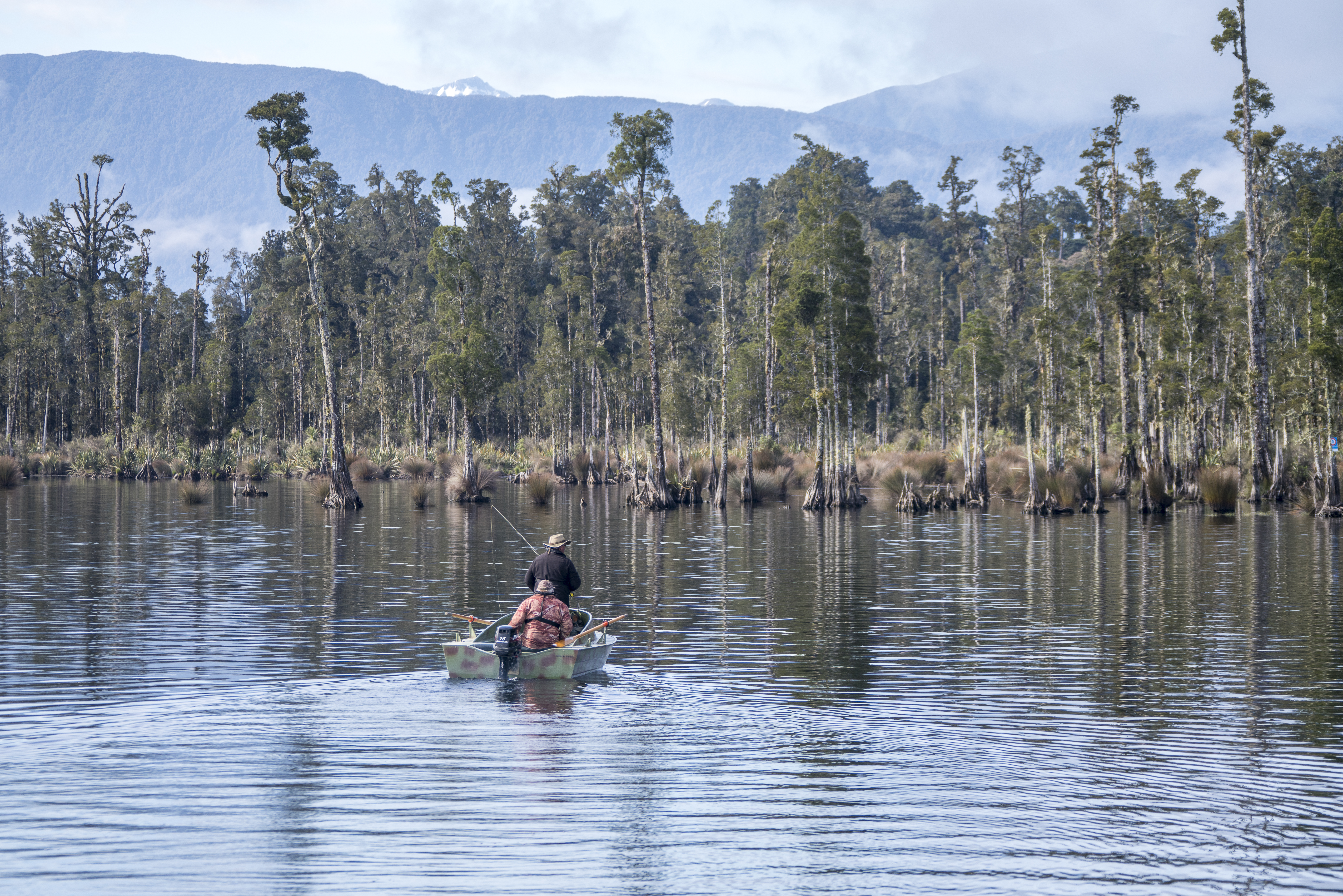
La végétation des rives du lac Brunner, notamment composée de kahikatea (Dacrycarpus dacrydioides).

Le lac Brunner est connu pour être entouré d'une forêt primaire intacte, malgré l'exploitation forestière dans les plaines alentour. Une forêt alluviale de kahikatea (Dacrycarpus dacrydioides) s'étend ainsi sur de nombreuses rives du lac, les racines du kahikatea pouvant être submergées. Il est possible de faire du kayak dans ces forêts, sous des arbres de 30 mètres d'altitude. Cette forêt alluviale comprend également du lin (Phormium tenax), des arbustes (Coprosma rhamnoides (en)) et d'autres arbres tels le rimu (Dacrydium cupressinum) et le kamahi (Pterophylla racemosa (en)).
L'essentiel de la forêt dans les plaines et sur les collines autour du lac Brunner est une haute forêt de podocarpacées, notamment de kahikatea, rimu, totara (Podocarpus totara) et de manoao (Manoao colensoi (en)). En s'éloignant des rives du lac, la forêt est dominée par le rimu, le mataï (Prumnopitys taxifolia), le totara de montagne (Podocarpus laetus (en)) et le totara à aiguilles (Podocarpus acutifolius (en)). Sur les pentes les plus élevées, on trouve principalement des hêtres du sud (Nothofagus). En sous-étage, se développent plusieurs plantes endémiques de Nouvelle-Zélande tels Carpodetus serratus (en), Dicksonia fibrosa (en) et Metrosideros perforata (en). Au sol, les fougères Asplenium flaccidum (en), Hymenophyllum, Leptopteris superba (en) et Lomaria discolor (en) se côtoient. Elles sont particulièrement visibles depuis le chemin de Rakaitane.
Jusqu'au milieu du XIXe siècle, les îles Takataka et Takatakaiti sont occupées par les Maoris, qui n'y laissent que la fougère australe (Pteridium esculentum). En l'absence de cervidés et d'opossums, la végétation a pu renaître. Takataka est devenu est une réserve paysagère en 1944. La forêt a repris ses droits, l'île ne conservant que quelques poches de fougère australe.
Le phytoplancton du lac Brunner est principalement composé de diatomées, chlorophycées et chrysophycées, contenant des espèces de Staurastrum (en), Volvox et Asterionella communes dans les lacs de la côte Est, mais plus rares sur la côte Ouest.